# Piano (Francia)
Piano (in corso Pianu) è un comune francese di 28 abitanti situato nel dipartimento dell'Alta Corsica nella regione della Corsica.

## Società

### Evoluzione demografica
Abitanti censiti